# Oospila jaspidata
Oospila jaspidata là một loài bướm đêm trong họ Geometridae.